# Castell d'Aspremont
El castell d'Aspremont fou la residència dels vescomtes d'Orte, que van acabar agafant el nom de família d'Aspremont.
Es va construir a una data incerta, potser cap al final del segle xi, sobre el turó d'Aspremont no lluny de Peyrehorade, que domina el riu de les Gaves des de més de 70 metres. El conjunt s'estenia per una plataforma de 140 x 160 metres bordejat de barbacanes, i acollia festes i tornejos; el 1565 va acollir la cort francesa; tenia una església de vers el 1200, rases i muralles; hi havia també jardins, horta i estables i granges de fenc, lloc pels pocs, una ferreria, rentadors, gossera, ocellera, falconera i un parc amb alguns animals exòtics, cérvols, i animals domesticats; a la part elevada una mena de torre de 15 metres d'altura coneguda com a Torre d'En Garsia (pel vescomte Garcia, segurament Garcia II Llop 1065-1067) presumpte constructor; una torrassa s'hi va afegir al segle xiii al lloc de la torre primitiva; les ruïnes de la torrassa central encara es conserven i s'hauria construït vers 1250 per la vescomtessa regent Aumus de Cognac. Peyrehorade es va originar al seu entorn estimulada pel vescomte Arnau Ramon I el Croat vers 1221 (o Ramon Arnau I el seu antecessor). Algunes fires es van decretar el 1358.
Abans del segle xv es va construir un nou castell a la "Petra Forata", a Peyrehorade. La darrera vescomtessa fou Llúcia Antonieta (1772-1793) casada amb Joan, comte de Montréal i Troisvilles, marquès de Moneins, vescomte de Tardets, baró de Montory i Beyrie, va arranjar el castell de Petra Forata, i en honor del seu marit el va rebatejar com castell de Montréal.